# Michaela Coel
Michaela Ewuraba Boakye-Collinson, dite Michaela Coel, née le 1er octobre 1987 à Londres, est une actrice, réalisatrice, autrice et productrice britannique, connue pour avoir créé, écrit et interprété le rôle principal dans les séries télévisées Chewing Gum et I May Destroy You.

## Biographie
Michaela Coel est née à Londres, où elle grandit avec sa mère et sa sœur dans un council estate, un ensemble de logements sociaux. Ses parents, immigrés ghanéens, se sont séparés avant sa naissance.
En semaine, sa mère étudie les sciences sociales et les sciences de la santé ; le weekend, elle est agente d'entretien pour subvenir aux besoins de ses deux filles. Dans le quartier, un théâtre accueille les enfants de familles peu fortunées dans le cadre d'ateliers collaboratifs gratuits. La mère de Coel, qui n'a pas les moyens de payer une babysitter, y inscrit sa fille.
De 2007 à 2009, elle étudie la théologie et la littérature anglaise à l'Université de Birmingham. En 2009, encouragée par l'acteur et directeur de théâtre anglais Ché Walker, elle demande à être transférée à la Guildhall School of Music and Drama, dont elle sort diplômée en 2012. Son projet de fin d'études est le one-woman-show Chewing Gum Dreams, dans lequel elle interprète le rôle principal de Tracey, une jeune fille de 14 ans. La pièce, bien accueillie, est jouée jusqu'en 2014 dans plusieurs théâtres britanniques, tels que le Bush Theatre, le Royal Exchange Theatre et le Royal National Theater.
En 2015, elle adapte la pièce, qui devient alors Chewing Gum, pour la chaîne britannique E4. Elle y tient toujours le rôle de Tracey. La série reçoit un très bon accueil critique et, en 2016, Michaela Coel remporte un BAFTA Award pour la meilleure performance féminine dans une comédie. Une deuxième saison est diffusée en janvier 2017.
En 2018, elle joue le rôle principal dans la série Black Earth Rising (en), produite par Netflix et BBC One et écrite et réalisée par Hugo Blick, qui aborde le sujet du génocide des Tutsi au Rwanda d'une façon controversée.
En 2020, Michaela Coel créé, écrit, produit, co-dirige et interprète le rôle principal dans la série I May Destroy You, diffusée en France sur la plateforme OCS. La série, qui aborde notamment la question du consentement a été multirécompensée aux Bafta 2021.
En septembre 2021, Coel publie un essai autobiographique, intitulé Misfits : A personal manifesto.

## Théâtre
- 2013 : Three Birds : Tiana (Bush Theatre)
- 2013 : Home[6] : Jeune mère/Portugal (Royal National Theatre)
- 2013 : Chewing Gum Dreams : Tracey Gordon (Royal Exchange Theatre)
- 2014 : Blurred Lines[7] (Royal National Theatre)
- 2014 : Home (Revival) : Jeune mère/Portugal (Royal National Theatre)
- 2014 : Chewing Gum Dreams : Tracey Gordon (Royal National Theatre)
- 2014 : Medea[8] : infirmière (Royal National Theatre)

## Filmographie

### Actrice

#### Télévision
- 2013 : Top Boy, saison 2, épisodes 3 et 4 (Channel 4 ) : Kayla
- 2013 : Londres, police judiciaire, saison 7, épisode 3 Responsabilité paternelle de Jill Robertson (ITV) : Maid
- 2014 : Chewing Gum Blap de Nick Collett (téléfilm) : Tracey
- 2015 : London Spy, saison 1, épisode 2 Strangers de Jakob Verbruggen (BBC Two) : journaliste
- 2015-2017 : Chewing Gum (E4) : Tracey
- 2016 : The Aliens, créée par Fintan Ryan, six épisodes (E4) (mini série télévisée) : Lilyhot
- 2016 : Black Mirror, saison 3, épisode 1 Chute libre (Nosedive) de Joe Wright (Netflix) : hôtesse de l'air
- 2017 : Black Mirror, saison 4, épisode 1 USS Callister de Toby Haynes (Netflix) : Shania
- 2018 : Black Earth Rising (en) (Netflix) : Kate Ashby
- 2020 : I May Destroy You (HBO) : Arabella Essiedu
- 2024 : Mr. et Mrs. Smith (Mr. & Mrs. Smith) (série TV)

#### Cinéma
- 2010 : Malachi de Shabazz L. Graham (court métrage) : Donna Locke
- 2017 : Star Wars, épisode VIII : Les Derniers Jedi de Rian Johnson : opératrice-radio de la Résistance
- 2018 : Been So Long de Tinge Krishnan : Simone
- 2022 : Black Panther: Wakanda Forever de Ryan Coogler : Aneka
- 2024 :  Mother Mary de David Lowery : Sam

### Scénariste, productrice
- 2015-2017 : Chewing Gum (E4)
- 2020 : I May Destroy You (HBO)

### Réalisatrice
- 2020 : I May Destroy You, coréalise neuf épisodes avec Sam Miller (HBO)

## Distinction
| Année | Travail nommé     | Catégorie                                                                            | Résultat   |
| ----- | ----------------- | ------------------------------------------------------------------------------------ | ---------- |
| 2021  | I May Destroy You | Screen Actors Guild Award de la meilleure actrice dans un téléfilm ou une mini-série | En attente |